# Пылающий мир (роман)
«Пылающий мир» (англ. The Description of a New World, Called The Blazing-World, более известный как The Blazing World) — прозаическое произведение 1666 года английской писательницы Маргарет Кавендиш, герцогини Ньюкасл. Феминистка и критик Дейл Спендер называет его предшественником научной фантастики. Его можно также считать утопическим произведением.

## Сюжет
Как видно из полного названия, «Пылающий мир» — это химерное изображение сатирического, утопического королевства в другом мире (с другими звёздами на небе), до которого можно добраться через Северный полюс. По словам романиста Стивена Г. Проппа, это «единственное известное произведение утопической фантастики, написанное женщиной в XVII веке, а также пример того, что мы сейчас называем „протонаучной фантастикой“ — хотя это также роман, приключенческая повесть и даже автобиография».
«Пылающий мир» открывается стихотворением Уильяма Кавендиша, первого герцога Ньюкасл. Книга Кавендиш вдохновила её мужа Уильяма Кавендиша, 1-го герцога Ньюкасл-апон-Тайн, на выдающийся сонет, в котором прославляются её творческие способности. После сонета следует письмо читателю, написанное самой Маргарет Кавендиш. В письме к читетелю Кавендиш делит «Пылающий мир» на три части. Первая часть «романтическая», вторая «философская», третья «фантастическая».
Первый «романтический» раздел описывает молодую женщину, которую похищают и неожиданно делают императрицей Пылающего мира. Второй «философский» раздел описывает знания императрицы и интерес к природным наукам и философии. Она обговаривает эти темы с учёными, философами и академиками Пылающего мира. В заключительном «фантастическом» разделе императрица выступает в роли полководца во время нашествия. Она одевается в драгоценности и особые камни, придающие ей вид божества. Когда императрица одерживает победу в морской битве, Пылающий мир снова описывается как утопическая империя.
Наконец, Кавендиш завершает «Пылающий мир» эпилогом к читателям. В этом эпилоге она описывает свои причины для написания книги. Она сравнивает создание «Пылающего мира» с завоеваниями Александра Македонского и Юлия Цезаря.
Молодая женщина попадает в этот другой мир, становится императрицей сообщества, которое состоит из разных видов говорящих существ, а затем устраивает возвращение назад в свой мир с подводными лодками, которые буксируют «люди-рыбы», и сбрасывает «огненные камни» «людей-птиц», чтобы смутить врагов её родины, Королевства Эсфи.
Сперва эта работа была опубликована как сопутствующее произведение к творению Кавендиш «Наблюдение за экспериментальной философией» и, таким образом, функционировала как образный компонент того, что в целом представляло собой образец интеллектуального эксперимента науки XVII века. Была переиздана в 1668 году.

## Жанр и содержание
Учёная Николь Пол из Оксфордского университета утверждала, что Кавендиш правильно классифицировала произведение как «гермафродитный» текст. Пол указывает на противостояние Кавендиш нормам XVII века касаемо таких категорий, как наука, политика, пол и идентичность. Пол утверждает, что её готовность поставить под сомнение концепции общества при обсуждении тем, которые в её эпоху считались прерогативой мужского разума, позволяет ей прибегнуть к исключительной гендерно-нейтральной дискуссии на эти темы, создавая то, что Пол называет «действительно эмансипационным поэтическим пространством».
Профессор Северо-Восточного университета Марина Лесли отмечает, что читатели заметили, что «Пылающий мир» является отступлением от обычно мужской сферы утопической литературы. Хотя некоторые читатели могут интерпретировать творчество Кавендиш как ограниченное этими характеристиками жанра утопии, Лесли предлагает подходить к интерпретации произведения, помня о Кавендиш как об одной из первых более открытых феминисток в истории, особенно в ранних произведениях. Лесли утверждает, что в этом смысле Кавендиш использовала утопический жанр для обсуждения таких вопросов, как «женская природа и власть» в новом свете, в то же время расширяя сам утопический жанр.
Доктор Далила Бермудес Братаас детально рассказывает о влиянии утопий на гендер и сексуальность в своей диссертации для Университета Тафтса. Она отмечает, что первоначально утопии были сексуально изменёнными мирами. Поэтому они бросили вызов гендерным конвенциям. «Пылающий мир» Кавендиш демонстрирует, насколько сексуальными и гендерными являются эти произведения, главным образом, когда их пишут женщины. Братаас подробнее раскрывает это утверждение и описывает привлекательность жанра в прежние времена. Этот период в сочетании с гендерными условностями того времени делает утопию привлекательным жанром для Кавендиш. Утопии предлагают женщинам пространство, которое может быть прежде всего женским и заставляет их чувствовать себя уважаемыми. Написание утопии дало Кавендиш возможность создать собственный мир, в котором она имеет полную свободу воли и нет ограничений. В своём эпиграфе Кавендиш даже напоминает читателю, что она владеет этим миром, и намекает, что они нежелательны и должны создать свой собственный, если он им не нравится. Братаас указывает на то, как её решения при создании этого мира отображают её гендерные идеалы, такие как простор для женского образования и женщины как независимые личности и авторитеты.
Лесли также считает, что «Пылающий мир» объединяет в себе много разных жанров, «к которым относятся не только рассказ о путешествиях и романтиках, но и утопия, эпос, биография, каббала, лукианова басня, мениппова сатира, естественная история и нравственные пьесы, среди прочего…». Одвар Голмсленд из Эдинбургского университета соглашается, что «Пылающий мир» является креативным в своих жанрах, и пишет, что «термин „гибридизация“ метко отражает метод Кавендиш, объединяющий устоявшиеся жанры и категории в новый порядок и представляющий свою фантастическую империю как разновидную».
Профессор Университета Джорджии Суджата Айенгар подчёркивает важность того факта, что «Пылающий мир», явно вымышленный, резко контрастирует с научной природой произведения, к которому он прикреплён. Айенгар отмечает, что написание художественной литературы позволило Кавендиш создать новый мир, в котором она могла бы вообразить любую возможную реальность. Такая свобода, утверждает Айенгар, позволяет Кавендиш исследовать идеи ранга, пола и расы, прямо противоречащие общепринятым убеждениям относительно рабства в её эпоху. Айенгар даже утверждает, что новообретённая свобода Кавендиш в вымышленных мирах даёт ей возможность исследовать идеи, прямо противоречащие тем, о которых Кавендиш пишет в своей документальной литературе.
Джейсон Х. Перл из Международного университета Флориды считает «Пылающий мир» одним из самых ранних примеров романа, «добавив модификатор „ранний“… чтобы указать период в истории романа, когда эксперименты были более распространёнными, когда странные случаи передавались более странным образом, чем можно ожидать от прозаической фантастики». Перл также считает, что роман содержит «взаимодействие и оппозицию между двумя взаимосвязанными формами: лунным путешествием, поджанром утопического письма, и натурфилософией, которая помогла сформировать представление о возможности и правдоподобии в представлениях мира природы». Однако Перл также считает это «пересмотром лунного путешествия… один из его пересмотров состоит в том, чтобы перенести пункт назначения на землю, буквально и в переносном смысле, сделав его разнообразные возможности несколько более доступными».
Профессор Мемфисского университета Кэтрин Гимелли Мартин сравнивает «Пылающий мир» с другим ранним примером этого жанра: «Утопией» Томаса Мора. Она описывает центр интереса Кавендиш как знание, тогда как у Мора это — деньги. В отличие от Мора, Кавендиш использует золото в своём мире как инструмент для украшения, но обесценивает его в другом случае. Кроме того, она вообще запрещает простым людям пользоваться золотом. Мартин предпологает, что в «Пылающем мире» эта классовая система устраняет любую конкуренцию за золото, подобную видящейся и обсуждаемой в «Утопии Мора».

## Мир
Джейсон Перл прокомментировал сюрреализм мира, а также (как ни парадоксально) его схожесть с нашим собственным. Он пишет: «Опыт Дамы описывается как „такое удивительное приключение“, „в таком дивном месте и среди таких чудесных созданий“, „не похожих ни на одного из нашего мира“… Кажется, что тут возможно всё», и что, «хотя Пылающий Мир может похвастаться множеством потусторонних чудес», но также верить, что «промежуточный проход существует как щель в пространстве, связующая разъединение, позволяющая Пылающему миру узкую досягаемость и легитимизирующая его радикальные отличия». Под «промежуточным проходом» Перл подразумевает невидимую, необъяснённую дорогу, которую главная героиня и её похитители проходят во время истории, чтобы попасть в Пылающий мир.

## Политические взгляды
Везде в «Пылающем мире» императрица утверждает, что мирное общество может быть достигнуто лишь через отсутствие общественных разделений. Чтобы устранить потенциальное разделение и сохранить социальную гармонию в обществе, о котором идёт речь в тексте, Кавендиш строит монархическое правление. В отличие от демократической власти, Кавендиш считает, что лишь абсолютный суверенитет может поддерживать социальное единство и стабильность, поскольку опора на одну власть устраняет разделение властей. Чтобы ещё больше оправдать монархическую власть, Кавендиш опирается на философские и религиозные аргументы. Она пишет: «Это было природно, чтобы одно тело имело одну голову, поэтому было бы также природно, чтобы политическое тело имело лишь одного губернатора… кроме того, они сказали, что монархия является божественной формой правления, и она наиболее согласуется с нашей религией».
Политические взгляды Кавендиш схожи с взглядами английского философа Томаса Гоббса. В своей книге «Левиафан» 1651 года Гоббс отстаивает мысль о том, что монархическое правление является необходимой силой для избегания общественной нестабильности и «руины». Влияние Гоббса на политическую философию Кавендиш очевидно. В «Пылающем мире» Кавендиш даже прямо вспоминает его имя, каталогизируя известных писателей: «Галилей, Гассендус, Декарт, Гельмонт, Гоббс, Мор и т. д.».

## Влияние
В графических романах Алана Мура, рассказывающих о приключениях Лиги выдающихся джентльменов, Пылающий мир идентифицировался как то самое идиллическое царство, из которого вышел экстра-мерный путешественник Кристиан, член первой Лиги во главе с герцогом Просперо, пришли в конце 1680-х годов. Лига распалась, когда Кристиан вернулся в это королевство, и именно туда, куда также отправились Просперо, Калибан и Ариэль много лет назад.
В «Ун Лун Дунь» Чайна Мьевиля упоминается библиотечная книга под названием «Путеводитель по Лондону для пылающих миров», это свидетельствует о том, что путешествия между двумя мирами не являются односторонними.
Джеймс Баллард написал квартет романов-катастроф, три из которых повторяют название «Пылающий мир»: «Затонувший мир» (1962), «Пылающий мир» (1964; перевидано как «Засуха» в 1965 г.) и «Кристаллический мир» (1966).
В 2014 году Сири Густведт опубликовала роман «Пылающий мир», в котором описывает блестящие, но запутанные попытки Гарриет Берден получить признание среди доминирующих мужчин художественной сцены Нью-Йорка. Густведт неоднократно называла Маргарет Кавендиш богатым источником вдохновения. Приближаясь к концу своей жизни, Берден утешалась произведениями Кавендиш: «Я вернулась к своей пылающей матери Маргарет» (стр. 348), пишет она в своём письме.
«Пылающий мир» сначала был опубликован как объединённый текст вместе с «Наблюдениями об экспериментальной философии» Кавендиш, что было прямым ответом на «Микрографию» учёного Роберта Гука, опубликованную лишь за год до этого. Достижения в области науки и философии в ранний современный период оказали огромное влияние на Кавендиш и являлись главной составляющей «Описания нового мира, который называется Пылающим миром». Это влияние можно увидеть непосредственно в «Пылающем мире», где почти половина книги состоит из описаний Пылающего мира, его людей, философии и изобретений. Одним из этих изобретений является микроскоп, который Кавендиш критикует вместе с экспериментальным методом в «Пылающем мире». Эта интеграция научных достижений может быть одной из причин того, почему некоторые считают «Пылающий мир» первым научно-фантастическим романом.
В 2021 году Карлсон Янг выпустила фильм Пылающий мир, который она сняла, стала соавтором сценария, а также сыграла в нём главную роль. В титрах фильма отмечено, что он «вдохновлён Маргарет Кавендиш и другими мечтами».